# Щеглов, Андрей Николаевич
Андрей Николаевич Щеглов (1857 — после 1920) — русский дипломат.

## Биография
Окончил Московский лицей Цесаревича Николая в 1875 году. В 1880 году поступил на службу. С 1885 года — секретарь и драгоман дипломатического агентства и генерального консульства в Каире, с 1890 года — секретарь миссии в Японии. В 1895 году был назначен чиновником особых поручений для пограничных сношений при главноначальствующем гражданской частью на Кавказе, с 1896 года — 1-й секретарь миссии в Персии, с 1898 года — 1-й секретарь Императорского посольства в Константинополе.
С 1902 года — министр-резидент в Черногории. В 1905 году вышел в отставку из-за ссоры с секретарём миссии в Черногории М. К. фон Мекком, которую назначенный на место Мекка Ю. Я. Соловьёв, описал так: 

Ссора между Щегловым и Мекком возникла по совсем пустячному поводу. Всё это даже трудно понять без знания условий жизни в таком захолустье, каким было Цетине. Посланник и секретарь жили в одном и том же казённом доме. Миссия была только что отстроена и снабжена, по-видимому, к несчастью её членов, довольно первобытным водопроводом. В результате холодной зимы или, вернее, как оказалось потом, из-за тряпки, брошенной в бак детьми слуги, игравшими на чердаке, водопровод перестал действовать. Мекк был лишен возможности брать ванну и стал требовать, чтобы для исправления водопровода был взломан пол в кабинете посланника. Щеглов запротестовал. Мекк в свою очередь обиделся и послал незашифрованную телеграмму в министерство, где просил об увольнении в отставку, указывая, что служить со Щегловым невозможно. Черногорцы, склонные ко всяким мелким интригам и падкие на скандалы среди дипломатов, показали эту телеграмму посланнику, а тот «для восстановления своего престижа» послал тоже клерную [незашифрованную] телеграмму в Петербург с просьбой об увольнении секретаря. В результате министерство, уволив Мекка, сделало внушение Щеглову о неуместности выносить сор из избы. Разобиженный посланник тоже запросился в отставку. Она была принята.
В 1905 году А. Н. Щеглов был назначен посланником в Болгарию. Но уже в 1907 году был вынужден подать в отставку после того, как стало известно о его многолетней связи с женой чиновника МИД коллежского советника А. Ф. Шебунина. По воспоминаниям её племянницы И. Э. Еленевской: 

для дяди, который боготворил жену, это было страшным ударом. На следующий день он встретил в Министерстве Щеглова <…> и в присутствии нескольких старших чинов Министерства дал ему пощёчину. Через день состоялась дуэль. Дядя ранил Щеглова в ключицу, но не опасно. Тётя, узнав о дуэли, переехала в особняк к родителям и просила своего дядю, присяжного поверенного В. Е. Головина, поднять дело о разводе. При своих больших связях в Святейшем Синоде, старик Головин устроил развод в три месяца. Но второй брак тёти, несмотря на гармоничную супружескую жизнь, был омрачен двумя обстоятельствами. С одной стороны, дядя наотрез отказался отдать дочь «безнравственной матери», с другой, Щеглов был вынужден подать в отставку и таким образом оборвалась его блестящая карьера. Он считался одним из наших лучших дипломатов. В свою бытность посланником в Болгарии, он сумел так расположить к себе Царя Фердинанда, с которым постоянно играл в шахматы, что когда началась война, многие утверждали, что Болгария никогда не выступила бы против России, если бы в Софии был по прежнему Андрей Николаевич Щеглов
В 1917 году состоял членом Комитета граждан Петрограда и попечителем городских лазаретов № 155 и № 245. После 1920 года находился в эмиграции.
Был награждён российскими орденами: Св. Владимира 3-й ст., Св. Станислава 2-й ст, Св. Анны 2-й ст.